# Furacão Paul (2006)
O furacão Paul foi um ciclone tropical que atingiu a costa pacífica do México como uma depressão tropical em Outubro de 2006. Paul formou-se de uma área de distúrbios meteorológicos em 21 de Outubro e intensificou-se lentamente assim que se moveu sobre uma área com águas mornas e com ventos de cisalhamento em declínio. Paul tornou-se um furacão em 23 de Outubro e depois, naquele dia, atingiu o pico de intensidade com ventos constantes de 165 km/h, sendo um furacão de categoria 2 na escala de furacões de Saffir-Simpson. Um forte cavado fez que Paul deslocasse para norte e nordeste, numa área com fortes ventos de cisalhamento e Paul enfraqueceu-se numa tempestade tropical em 24 de Outubro. Paul começou a mover-se mais velozmente e depois de passar uma distância curta ao sul de Baja California Sur, a circulação ciclônica de baixos níveis separou-se do resto das áreas de convecção. Paul enfraqueceu-se numa depressão tropical em 25 de Outubro a uma curta distância da costa do México e após afastar-se brevemente da costa, fez landfall no noroeste de Sinaloa em 26 de Outubro.
Paul foi o terceiro furacão a ameaçar o México ocidental na temporada, sendo que os outros foram o furacão John e o furacão Lane. Ondas fortes mataram duas pessoas ao longo da costa de Baja California Sur enquanto enchentes foram relatados em Sinaloa.

## História meteorológica

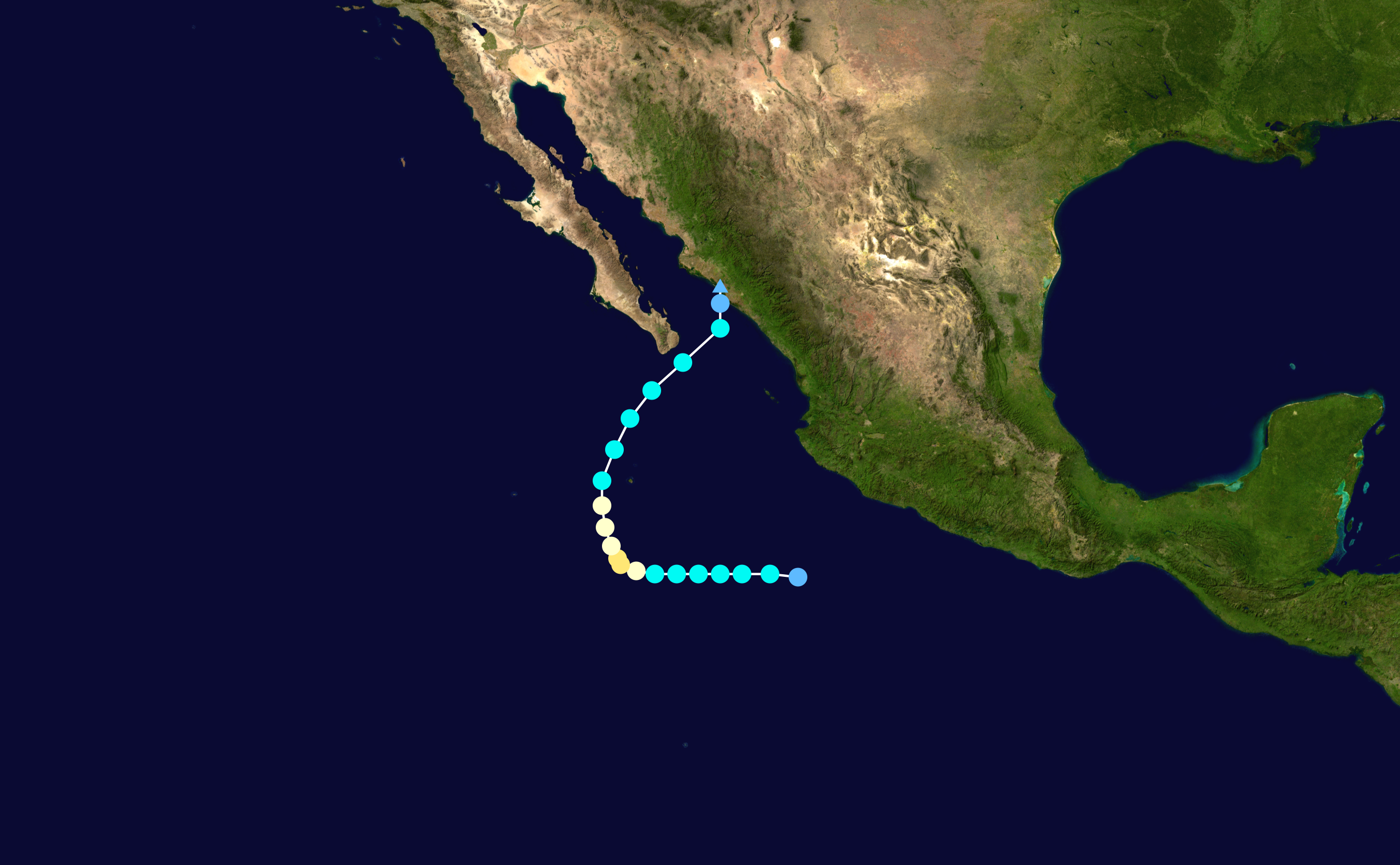
O caminho de Paul

Uma onda tropical deixou a costa ocidental da África em 4 de Outubro. A onda moveu-se para oeste sobre o Oceano Atlântico sem mostrar sinais de desenvolvimento e entrou a bacia do Oceano Pacífico em 18 de Outubro. No dia seguinte, a onda juntou-se com uma área de distúrbios meteorológicos, resultando numa grande área de convecção estendendo-se para o norte no sul do México. O grande e distorcido sistema moveu-se para oeste a cerca de 16–24 km/h. Em 20 de Outubro, o sistema desenvolveu uma área de baixa pressão e começou a mostrar sinais de organização. O sistema continuou a se organizar e tornou-se a depressão tropical Dezessete-E em 21 de Outubro a cerca de 425 km a sul-sudoeste de Manzanillo. Após a formação, a depressão possuía uma pequena e tênua circulação ciclônica de baixos níveis abaixo de uma circulação bem definida de médios níveis. Ventos de cisalhamento orientais inicialmente restringiram os fluxos externos assim que o ciclone movia-se para oeste devido a uma alta subtropical ao seu norte.
O padrão de nuvens da depressão rapidamente ficou mais bem definido assim que uma banda curvada de chuva desenvolveu-se em volta as áreas de convecção profundas em desenvolvimento e é estimado que o sistema intensificou-se na tempestade tropical Paul somente seis horas depois de sua formação. Ventos de cisalhamento orientais deixaram exposta a circulação de baixos níveis no leste das áreas de convecção profunda, embora Paul continuasse a se intensificar assim que o sistema movia-se sobre uma área águas mornas e também numa área com ventos de cisalhamento que diminuíam progressivamente. A circulação de baixos níveis gradualmente ficou mais associada às áreas de convecção assim que o padrão de nuvens ficou mais bem definido. Os modelos computacionais tinham problemas em prever o futuro da tempestade no início de sua existência; o modelo GFDL previu que Paul iria alcançar uma intensidade com ventos constantes de 191 km/h enquanto que modelos globais diziam que o sistema iria se dissipar em 48 ou 72 horas. No começo da madrugada de 22 de Outubro, os ventos de cisalhamento começaram a diminuir, que coincidiu com um aumento dos fluxos externos no semicírculo oriental da tempestade. A tempestade degradou-se temporariamente em sua aparência assim que começou a seguir para noroeste. No entanto, os ventos de cisalhamento de repente pararam no final de 22 de Outubro e Paul começou a se organizar e a se intensificar rapidamente. Um olho começou a se formar no interior das áreas de convecção e Paul tornou-se um furacão no começo da madrugada de 23 de Outubro.

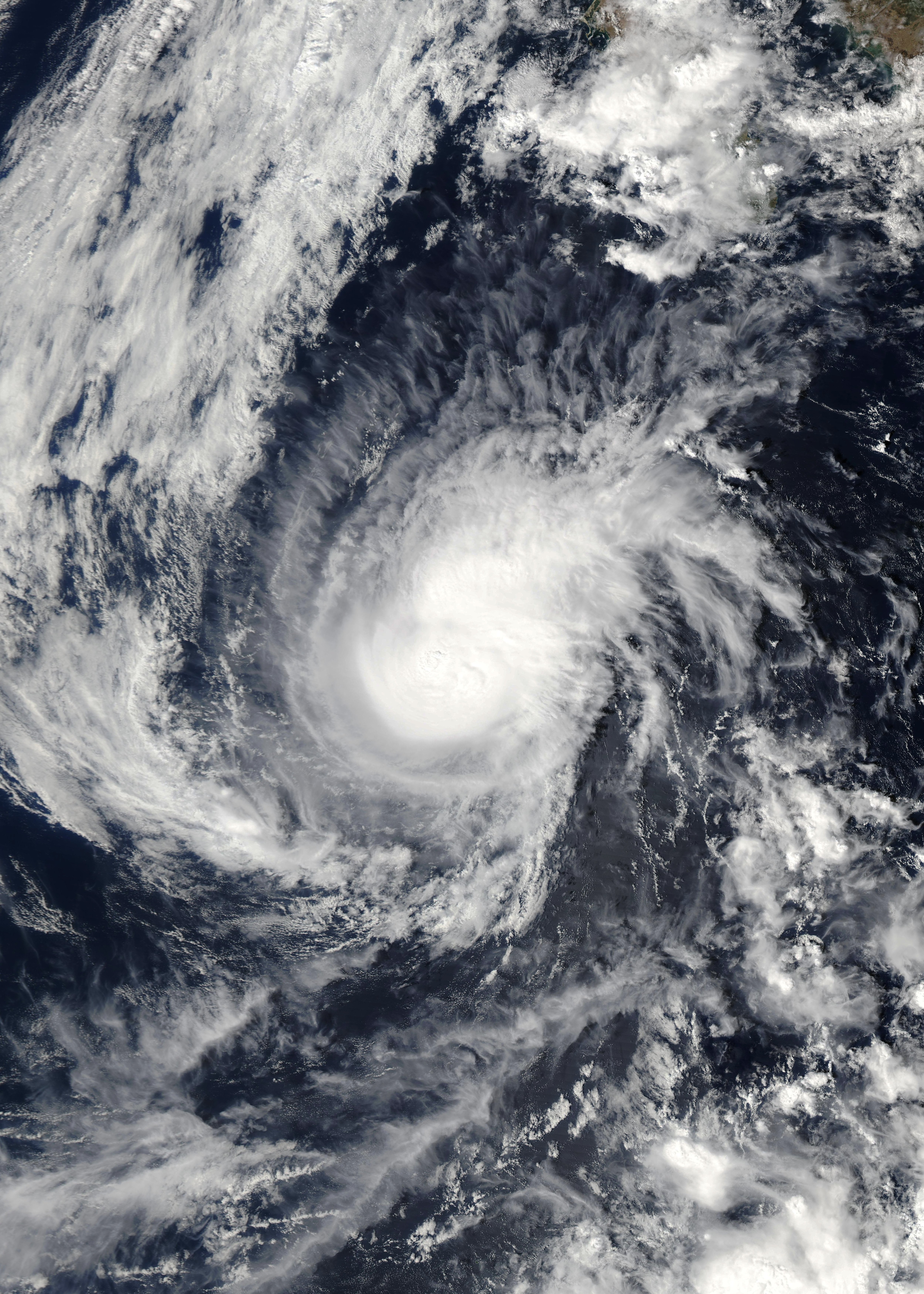
O furacão Paul com ventos de 145 km/h

Localizado numa área com águas mornas e poucos ventos de cisalhamento, o furacão Paul continuou a se intensificar e a se organizar; seu olho bem definido estava rodeado por um anel de convecção profunda enquanto que os fluxos externos continuavam fortes ao norte e ao sul do sistema. Em 23 de Outubro, localizado a cerca de 750 km a sul-sudoeste de Cabo San Lucas, México, Paul alcançou seu pico de intensidade com ventos constantes de 165 km/h, sendo um furacão de categoria 2 na escala de furacões de Saffir-Simpson. Um grande cavado localizado próximo da costa da Califórnia causou a mudança da direção de deslocamento de Paul, que começou a seguir para norte-noroeste. e depois para o norte. A combinação do aumento dos ventos de cisalhamento e ar seco causaram o enfraquecimento de Paul, que enfraqueceu-se numa tempestade tropical assim que sua circulação de baixos níveis ficou a mostra das áreas de convecção em enfraquecimento. Então, a tempestade começou a seguir para nordeste após passar perto da Ilha Socorro. Apesar dos ventos de cisalhamento chegasse a 80 km/h, Paul continuou como uma tempestade tropical enquanto que sua circulação ciclônica continuava no semicírculo sudoeste de suas áreas de convecção profunda. No começo da madrugada de 25 de Outubro, a tempestade passou a cerca de 160 km no extremo sul da Península da Baixa Califórnia. A circulação ciclônica ficou brevemente envolvida com áreas de convecção profunda assim que o sistema começou a se deslocar mais velozmente para nordeste. No entanto, assim que Paul aproximava-se da costa de Sinaloa, o centro da circulação ficou novamente separada da circulação de altos níveis. Depois, naquele dia, Paul enfraqueceu-se numa depressão tropical a uma curta distância da costa do México e começou a seguir para o norte. No começo do dia seguinte, a depressão, que estava desprovida de quase todas as áreas de convecção, fez landfall perto de Isla Altamura, no noroeste de Sinaloa. Horas depois, o Centro Nacional de Furacões emitiu seu último aviso sobre a depressão tropical em dissipação.

## Preparativos
Assim que Paul tornou-se um furacão, o governo do México emitiu um alerta de furacão para a costa de Baja California Sur, entre Agua Blanca, na costa oeste do estado, até La Paz, na costa do Golfo da Califórnia. Quando a tendência de enfraquecimento da tempestade ficou evidente assim que a tempestade começou a seguir para nordeste, o alerta de furacão foi substituído por um aviso de tempestade tropical. 45 horas antes da tempestade atingir a cota, o governo do México emitiu um alerta de tempestade tropical entre Mazatlán e San Evaristo, ao longo da costa de Sinaloa. Quando era esperado que a tempestade tropical iria se tornar uma depressão tropical antes do landfall, o alerta de tempestade tropical foi descontinuado em Sinaloa. Quando Paul continuou a ser uma tempestade tropical por um período de tempo mais longo do que previsto e naquele momento era esperado que Paul fizesse landfall como uma tempestade tropical, um aviso de tempestade tropical foi emitido para a costa entre Mazatlán e Atlata, que foi descontinuado quando paul enfraqueceu-se numa depressão tropical.
As autoridades no extremo sul do estado de Baja California Sur fecharam as escolas,  enquanto outros ordenaram a retirada de mais de 1.500 pessoas de favelas. Policiais locais foram de casa em casa para informar aos possíveis residentes afetados sobre a tempestade. Ônibus levaram todos os cidadãos retirados para escolas que serviam temporariamente como abrigos temporários. Um hotel em Cabo San Lucas informou aos seus hóspedes sobre aproximação da tempestade e organizou atividades indoor para aqueles que ficaram. Vários turistas terminaram suas férias mais cedo e deixaram o local através dos aeroportos locais. A ameaça da tempestade fez que as autoridades fechassem o porto em Cabo San Lucas, causando atrasos numa competição de pesca local. Em Sinaloa, as autoridades retiraram mais de 3 000 pessoas que estavam sob a ameaça de enchentes.

## Impactos

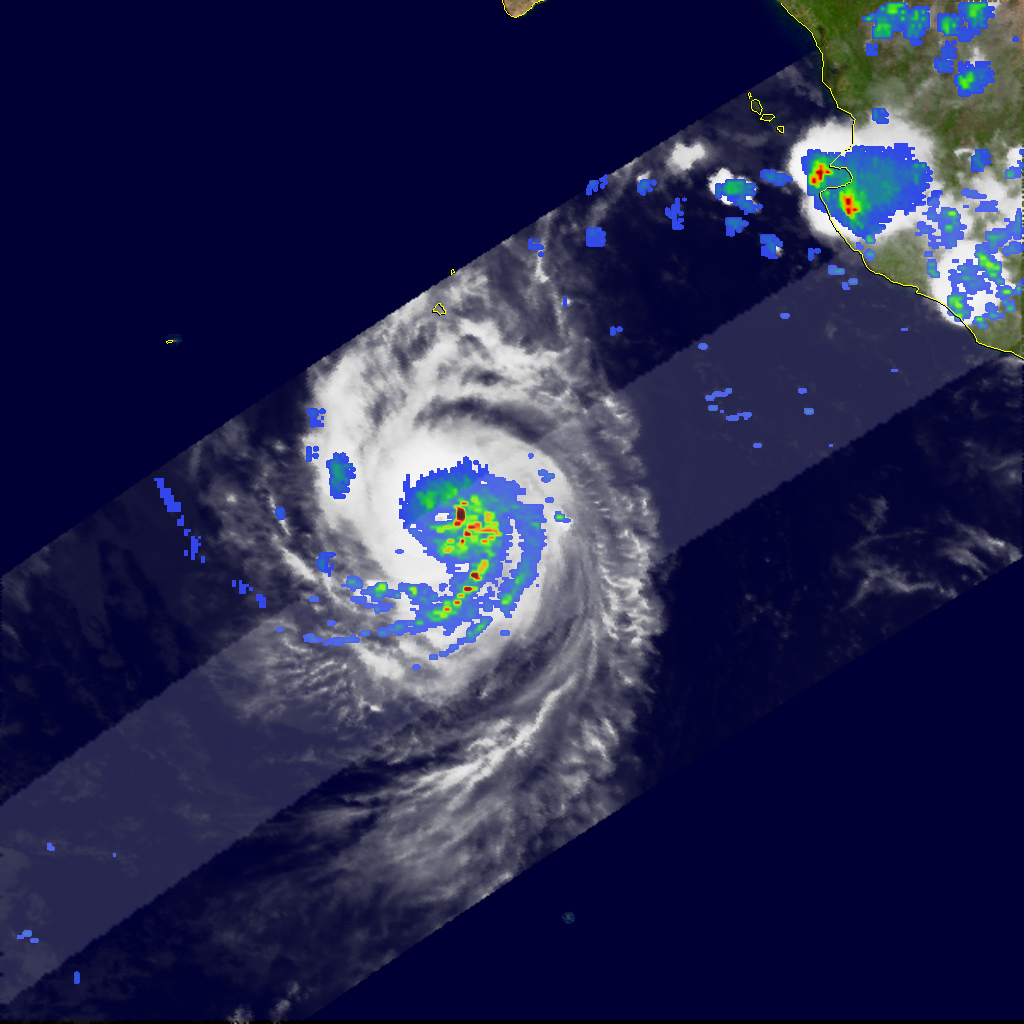
Imagem de satélite TRMM do furacão Paul

O Centro Nacional de Furacões notou que a perturbação precursora tinha o potencial de causar chuvas fortes que poderiam resultar em enchentes que poderiam ameaçar vidas ou deslizamentos em Oaxaca e Guerrero. No entanto, estes estados mexicanos não foram afetados por Paul.
No sul de Baja California Sur, um pescador que caiu na água devido às ondas fortes foi levado à costa rochosa, enquanto que um turista estadunidense foi levado para o mar aberto devido às fortes correntes. Ambos morreram.  Outros dois foram mortos em Sinaloa quando seu caminhão foi levado pela enxurrada para um rio. Paul foi o terceiro furacão no ano a ameaçar Los Cabos, sendo que os outros foram os furacões John e Lane. O furacão causou danos leves na área, somente produzindo rajadas de vento e alguma chuva. Paul causou chuvas moderadas no México, incluindo 58 mm em 24 horas em Mazatlán, Sinaloa e mais de 200 mm em algumas áreas localizadas.  As chuvas causaram enchentes, sendo que a mais severa foi relatada em Villa Juarez. Lá, um córrego transbordou enquanto que as chuvas causaram enchentes nas ruas que passaram mais de 1 m de altura. 5 000 casas foram danificadas pelas enchentes, deixando 20 000 pessoas desabrigadas. A passagem da tempestade danificou mais de 3 700 acres (15 km²) de plantações, principalmente plantações de feijão e milho.